# Malacka
Malacka (malajiska Melaka) är en delstat i västra Malaysia. Den är belägen vid Malackasundet på den södra delen av Malackahalvön och hade 753 500 invånare år 2008 på en yta av 1 664 kvadratkilometer. Den administrativa huvudorten är staden Malacka.

## Administrativ indelning
Delstaten är indelad i tre distrikt:
- Alor Gajah
- Jasin
- Melaka Tengah